# Iset (córka Amenhotepa III)
Iset – średnia córka faraona Amenhotepa III i królowej Teje, siostra późniejszego faraona-heretyka Echnatona pochodząca z XVIII dynastii. Innym jej bratem był kapłan boga Ptaha w Memfis Totmes.
Jej imię było jedną z wersji imienia bogini Izydy. Podobnie jak jej siostra Sitamon została żoną swojego ojca. Ich ślub nastąpił około 34 roku jego panowania, po drugim święcie sed, około 1354 roku p.n.e.
Ukazano ją na płaskorzeźbie w świątyni w Soleb wraz z rodzicami i siostrą Henuttaneb (obecnie przechowywana w Metropolitan Museum of Art w Nowym Jorku). Pudełko do przechowywania czernidła do rzęs znalezione w Gurob prawdopodobnie należało do niej.
Po śmierci ojca (i jednocześnie męża) nie wspominano już o niej.